# آرون وینتر
آرون وینتر (هلندی: Aron Winter؛ زادهٔ ۱ مارس ۱۹۶۷) یک بازیکن فوتبال اهل هلند است.

## تیم ملی
وی همچنین در تیم ملی فوتبال هلند بازی کرده‌است.